# Chamela
Chamela est un village de la municipalité de La Huerta (es) dans l'État de Jalisco au Mexique. Le village est connu pour les plages et les îles de la  baie de Chamela. Il fait partie de la réserve de biosphère de Chamela-Cuixmala.

## Situation
Chamela se trouve au bord de l'océan Pacifique à près de 125 km du chef-lieu de la municipalité de La Huerta.
Le village n'est cependant qu'à 75 km à l'ouest de Villa Purificación et environ 330 km au sud-ouest de Guadalajara.
Le village comptait 143 habitants en 2018.
Il est desservi par la route fédérale 200 entre Manzanillo dans l'État de Colima et Puerto Vallarta au Jalisco à la limite de l'État de Nayarit. Manzanillo, à 120 km et 3 heures de route environ de Chamela, est desservi par un aéroport national tandis que Puerto Vallarta, à 160 km et 4 heures de route environ, est desservi par un aéroport international.

## Baie de Chamela

### Flore et faune
La baie de Chamela est connue pour la station de biologie de l'université nationale autonome du Mexique et pour la diversité de ses paysages.
Les forêts sèches de l'intérieur des terres y côtoient les mangroves du littoral pacifique.
Plusieurs noms d'espèces tels que Selenops chamela, Konetontli chamelaensis et Zorocrates chamela se réfèrent au village.

### Tourisme

Ports du littoral pacifique du Mexique.

- îles et plages de la baie de Chamela,
- vestiges du port fortifié de l'époque coloniale.

## Ouragan de 2015
En 2015, Chamela est sur le trajet dévastateur de l'ouragan Patricia, un ouragan de catégorie 5 venu de l'océan Pacifique qui se dirige vers le nord. La station météorologique signale des vents soutenus de 298 km/h avec des rafales de 340 km/h dans la réserve de biosphère de Chamela-Cuixmala. Les habitants sont évacués à temps mais l'ouragan détruit les trois-quarts de la cinquantaine de maisons de Chamela.